# Garbade (apellido)

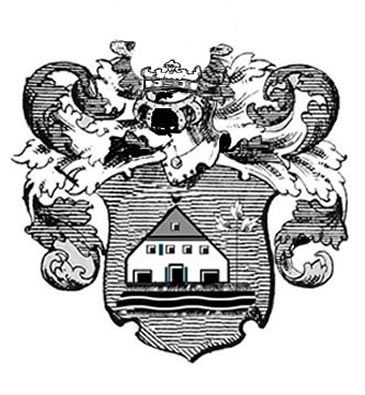
Escudo de la familia Garbade

Garbade es un apellido de origen alemán.

## Origen y significado
El nombre Garbade ha sido documentado en Bremen desde el siglo XII y proviene de la familia noble alemana Garbade, que fue incluida en la nobleza por Carlos I de Bohemia y IV de Alemania. El escudo de armas de la familia muestra un edificio parado sobre el agua y coronado por un gallo, al lado se alza una pieza de madera curvada hacia arriba de la que crecen tres tréboles verdes.
Hay evidencia en documentos sobre los antepasados como del Caballero Dietrich Garbade (-1658), del concejal y jefe del Hospital/Monasterio de St.Johanns  en Bremen,Albert Garbade (1627), del terrateniente Berend Garbade (1703–1766) y de los concejales de Bremen Theodor y Heinrich Garbade en 1879 y 1881. En el siglo XX, el nombre Garbade cuenta con  comerciantes y banqueros en Alemania, Cuba y los Estados Unidos, como Theodore Garbade o Kenneth Garbade en los Estados Unidos.
No se conoce el origen de los Garbades en India
El apellido se remonta a los siguientes orígenes lingüísticos: 
- de Gar (modificación holandesa de Ger = lanza. Antiguo alto alemán : Ger Bodo  : Mensajero con Lanzas
- de Gar / bade: en el lenguaje de Frisia oriental: Dique / Constructor

## Distribución por el mundo
Se cuenta con 1597 Garbade's en el mundo 
por países:   
- India: 829
- Alemania: 500
- Estados Unidos: 215
- Suiza: 16
- Brasilia: 7
- Gran Bretaña: 3
- Argentina: 2
- España: 2

## Variantes
- Garbade
- Gerboth, Gerpott
- Gerbode: Hartwig, siglo XII en Hamburgo
- Gerboto: Sibeth, 1311 en  Erfurt
- Gerbode: Karl, 1286 en Worms

## Literatura
- Bahlow, Hans : Diario para la investigación del dialecto, Franz Steiner Verlag, Stuttgart 1938
- Bahlow, Hans: libro de nombres en bajo alemán, Dr. Martin Sändig oHG, Wiesbaden 1972
- Georg Garbade: Heimatgeschichte des Blocklandes. Editado por Heimatverein Blockland, Bremen 1995, ISBN 978-3-9804586-1-0